# Lukandamila cookei
Genre
Espèce
Lukandamila cookei, unique représentant du genre Lukandamila, est une espèce d'opilions laniatores de la famille des Assamiidae.

## Distribution
Cette espèce est endémique de la région de Kigoma en Tanzanie. Elle se rencontre vers Lukundamila.

## Description
Le mâle holotype mesure 3,5 mm.

## Étymologie
Cette espèce est nommée en l'honneur de John A. L. Cooke.

## Publication originale
- Roewer, 1961 : « Einige Solifugen und Opilioniden aus der palaearctischen und äthiopischen Region. » Seckenbergiana Biologica, vol. 42, no 5/6, p. 479-490.